# 피치아웃
피치아웃이란 포수가 주자가 도루할 것을 대비해 일부러 스트라이크 존에서 높거나 옆으로 벗어나도록 투구를 투수에게 요구하는 행위를 뜻한다.

## 피치아웃을 할 때의 특징
피치아웃을 하면 포수는 주자의 도루를 미리 저지할 수가 있으며 이는 포수가 주자를 견제할 때에도 매우 유리하게 작용한다. 또한 피치아웃을 통해 주자가 함부로 도루를 못하게 하는 것에 있어서도 유리하며 피치아웃을 했을 때에 주자가 도루를 시도하면 도루 저지를 하는 데에도 매우 유리하게 된다. 피치아웃은 주로 발이 빠른 타자가 누상에 나가서 주자가 되었을 때에 포수가 많이 하며 피치아웃을 하면 포수의 도루 저지율을 어느 정도 높이는 데에 도움이 된다.

## 같이 보기
- 야구
- 포수
- 도루
- 도루 저지